# HD 23356
HD 23356 is een Oranje dwerg in het sterrenbeeld Eridanus en een spectraalklasse van K2.V. De ster en bevindt zich 45,46 lichtjaar van de zon.
Volgens berekeningen beweegt de ster in een baan tussen 22.300 en 26.200 lichtjaar van het centrum van de Melkweg. Ze kwam 295.000 jaar geleden het dichtst bij de Zon. De ster moet toen tot magnitude +6,24 en een afstand van 31 lichtjaren zijn gekomen.